# Jordan Burroughs
Jordan Ernest Burroughs (* 8. července 1988 Camden, New Jersey) je americký zápasník volnostylař afroamerického původu, olympijský vítěz z roku 2012.

## Sportovní kariéra
Zápasit začal v 6 letech v Sicklerville ve státě New Jersey po vzoru profesionálních wrestlerů, které jako malý chlapec zbožňoval. S amatérským zápasem podle amerických školských/univerzitních pravidel začal v 15 letech na střední škole Winslow Township v Atco.
V roce 2006 získal stipendium na University of Nebraska v Lincolnu, kterou reprezentoval v zápasení pod vedením Marka Manninga. V roce 2011 promoval ze sociologie a ve stejném roce se stal stabilním členem americké reprezentace v olympijském zápase ve volném stylu ve váze do 74 kg. Vrcholově se připravuje ve Scottsdale v klubu Sunkist Kids.
V roce 2012 jako úřadující mistr světa potvrdil své postavení na olympijských hrách v Londýně a vybojoval zlatou olympijskou medaili, když ve finále porazil Íránce Sádiga Gúdarzího. V roce 2016 na olympijských hrách v Riu nezvládl čtvrtfinálový zápas proti rivalu Anvaru Gedujevovi z Ruska a skončil bez olympijské medaile.

## Výsledky
| Turnaj                  | 2011 | 2012 | 2013 | 2014 | 2015 | 2016 | 2017 |  |
| Turnaj                  | 23   | 24   | 25   | 26   | 27   | 28   | 29   |  |
| Turnaj                  | -74  | -74  | -74  | -74  | -74  | -74  | -74  |  |
| ----------------------- | ---- | ---- | ---- | ---- | ---- | ---- | ---- |  |
| Olympijské hry          |      | 1.   |      |      |      | 7.   |      |  |
| Mistrovství světa       | 1.   |      | 1.   | 3.   | 1.   |      | 1.   |  |
| Panamerické hry         | 1.   |      |      |      | 1.   |      |      |  |
| Panamerické mistrovství | —    | —    | —    | 1.   | —    | 1.   | —    |  |